# Psychotrieae
Psychotrieae es una tribu de plantas perteneciente a la familia Rubiaceae.

## Géneros
Según wikispecies
- Bouvardia - Cephaelis - Chassalia - Geophila - Hydnophytum - Myrmecodia - Myrmephytum - Psathura - Psychotria

Según NCBI
- Amaracarpus - Anthorrhiza - Calycosia - Carapichea - Chassalia - Chazaliella - Cremocarpon - Dolianthus - Geophila - Hydnophytum - Hymenocoleus - Mapouria - Margaritopsis - Myrmecodia - Myrmephytum - Notopleura - Palicourea - Psychotria - Readea - Rennellia - Rudgea - Saldinia - Squamellaria - Straussia - Streblosa[1]